# Estadio de Bata
El Estadio de Bata es la principal cancha y de usos múltiples localizada en Bata, Guinea Ecuatorial. Es actualmente usado generalmente para partidos de fútbol.

## Historia

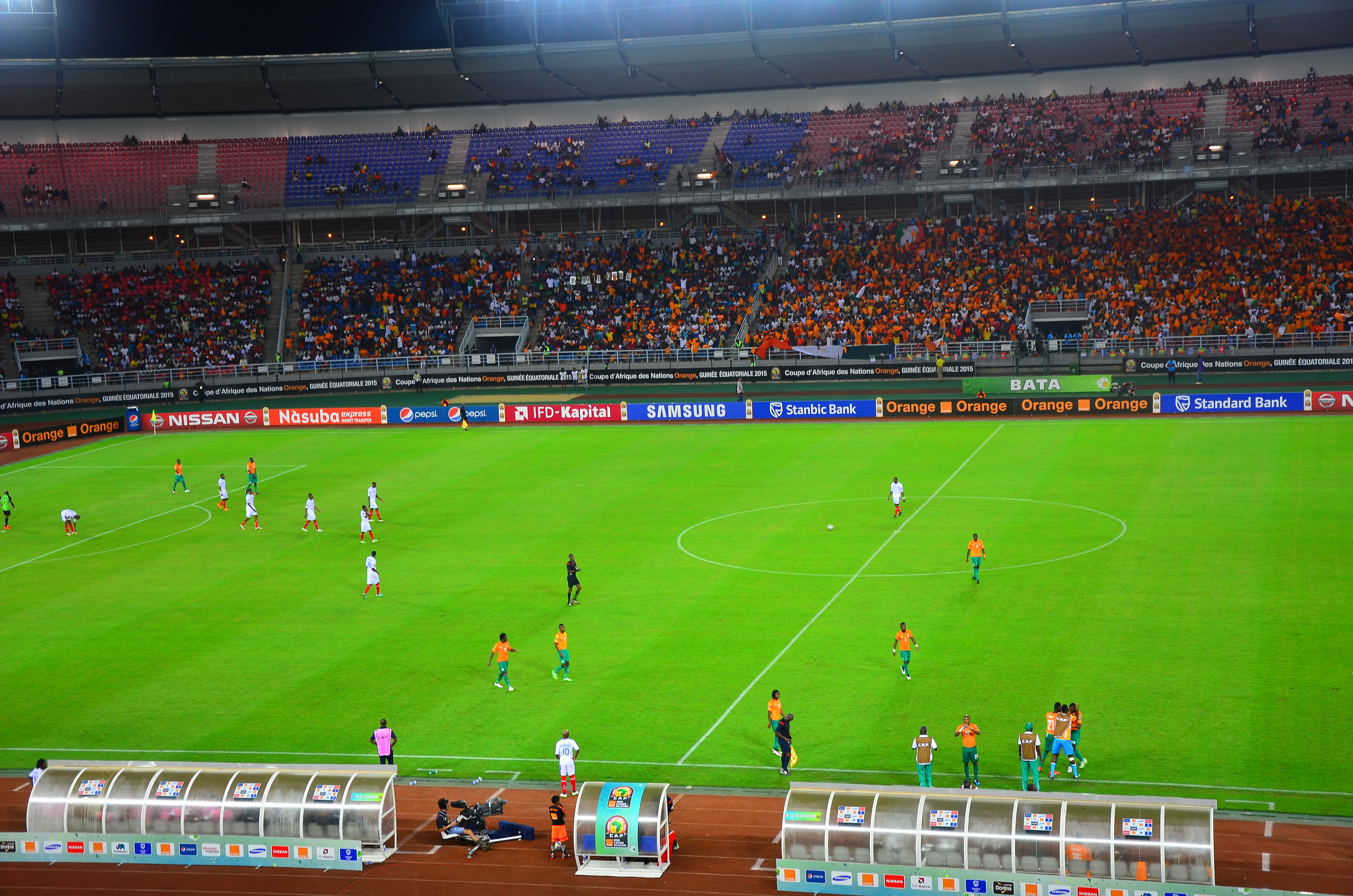
Partido de futbol entre República Democrática del Congo y Costa de Marfil, semifinales de la Copa Africana de Naciones 2015.

Este estadio en principio fue construido con un aforo con capacidad para 22 000 espectadores y posteriormente fue escogido como una de las 4 sedes de la Copa Africana de Naciones 2012, junto con el Estadio de Malabo, ambos ubicados en Guinea Ecuatorial. Precisamente para tal ocasión, sufrió una remodelación para ampliar su capacidad de hasta 40 000 espectadores.
Los eventos más importantes llevados a cabo en este estadio desde su construcción, aparte de la Liga Nacional que se disputa en él cada año, han sido el campeonato africano de fútbol femenino, CAN femenino, en 2011; la CAN 2012 coorganizada conjuntamente entre Guinea Ecuatorial y Gabón; y la CAN 2015, organizada por Guinea Ecuatorial donde funcionó como la cancha principal de aquella competición albergando un total de 6 encuentros entre ellos el inaugural y la gran final.

## Galería

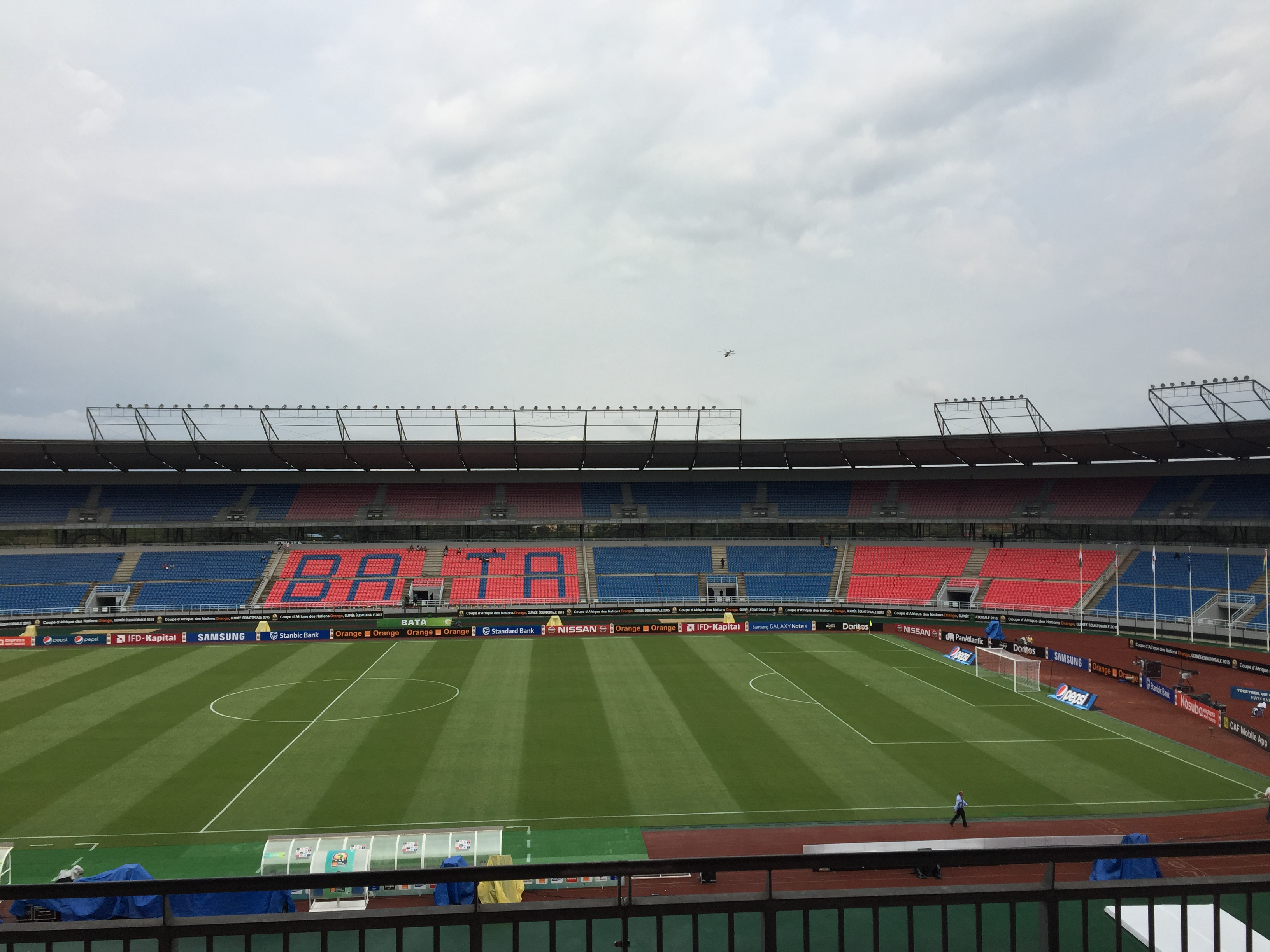
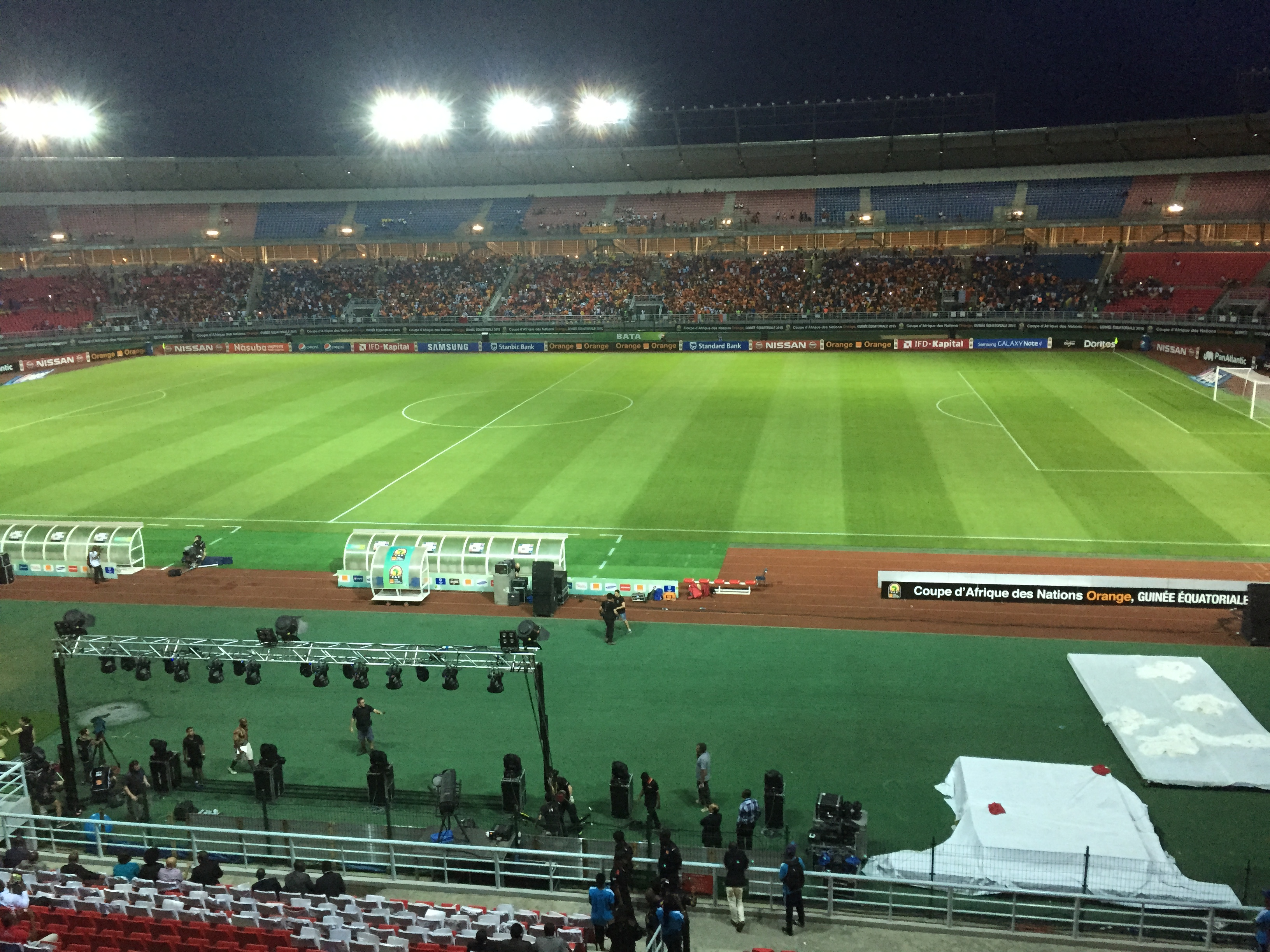